# Jaroszycki Potok
Jaroszycki Potok (niem. Mühlgraben, Mühl Graben, Seiffen Graben) – potok w południowo-zachodniej Polsce, w woj. dolnośląskim, w Górach Izerskich i na Pogórzu Izerskim, prawy dopływ Kamieniczki, długość 5,5 km, źródła na wysokości ok. 750–570 m n.p.m., ujście – ok. 405 m n.p.m.. Współrzędne ujścia: 50°55’27”N 15°31’06”E.

## Opis
Wypływa ze wschodnich i południowo-wschodnich zboczy Tłoczyny w Grzbiecie Kamienickim Gór Izerskich, w postaci wielu bezimiennych potoków, łączących się w rejonie Kwieciszowic. Płynie w kierunku północno-wschodnim przez Kwieciszowice i uchodzi do Kamieniczki w górnej części Nowej Kamienicy.

## Kontrowersje
Na mapie Gór Izerskich potok nosi nazwę "Łada", podobnie jak drugi potok o tej samej nazwie, płynący bardziej na północ. Z kolei na mapie Pogórza Izerskiego źródła Jaroszyckiego Potoku znajdują się dalej na południe, na północno-wschodnim zboczu Kowalówki.